# A házasság hete
A házasság hete kezdeményezést 1997-ben Richard és Maria Kane indította útjára az Egyesült Királyságban (Marriage Week). A rendezvénysorozatot általában az év februárjában tartják, felhívva ezzel a figyelmet a házasság fontosságára.

## Magyarországon
Magyarországon a programot a Magyar Evangéliumi Szövetség és a Magyarországi Egyházak Ökumenikus Tanácsa indította el 2008-ban, azóta minden év februárjában (a Bálint-nap hetén) megrendezik civil szervezetek és keresztény egyházak együttműködésével, számos település és közösség részvételével. A mozgalom célja, hogy megismertesse az emberekkel azokat a hagyományos értékeket, amelyek örömtelivé és sikeressé és tehetik a házasságot, ami az egész társadalom számára is előnyös, valamint hogy segítséget nyújtson a házasságra készülőknek és a párkapcsolati problémákkal szembesülőknek.
Magyarországon minden évben egy házaspárt kérnek fel, hogy legyenek a rendezvény arcai. A 2008-as kezdő évben Döbrentey Ildikó és Levente Péter előadóművészek, 2009-ben Csókay András idegsebész, agykutató és felesége, Altay Daniella, 2010-ben Süveges Gergő újságíró és felesége, Rudan Margit képviselték a házasság hetét. A következő évben dr. Szabó Endre háziorvos, a Nagycsaládosok Országos Egyesülete korábbi elnöke és Szabóné Nemesy Krisztina gyógyszerész, majd Lackfi János költő, író és Bárdos Júlia, Bárdos Lajos unokája adták a nevüket a rendezvényhez.
2013 óta a házasság hete központi programjainak fővédnöke Herczegh Anita, Áder János köztársasági elnök felesége, négygyermekes édesanya.
2015-ben a házasság hete jelmondata: „Megtartó hűség” volt. A rendezvénysorozathoz a keresztény egyházak mellett a kormány és a közmédia is csatlakozott.
2016-ban „A szeretet: szenvedély és döntés” jelmondattal szervezték a házasság hetét, melynek arcai Hegedűs Endre és Hegedűs Katalin zongoraművészek voltak.
A 2017-es házasság hete arcai Madarász Isti filmrendező és felesége, Kerekes Monika voltak. A rendezvény jelmondata: „Veled kiteljesedve”.
2018-ban Zámbori Soma színművész és felesége, Fazekas Rita, a házasság hete házaspár-arca az „Éltető sodrásban” mottót választották.
A 2019-es házasság hete arcai Gorove László mentőorvos, katolikus diakónus, és felesége: Gorove Kriszta angol–német szakos tanár, akik öt gyermeket neveltek fel, tizenkettedik unokájuk születését várják, és huszonöt éve foglalkoznak házassági felkészítéssel. A rendezvény jelmondata: „Randevú egy életen át”.
A 2020-as házasság hete február 9-től 16-ig tartott. Az ünnepi hét arcai Semsei Rudolf üzletember és felesége, Dobay Eszter. A rendezvény idei jelmondata: „Csapatjáték szerelemmel ”.
A 2021-es házasság hete február 7-tól 14-ig tartott. Az ünnepi rendezvény jelmondata: „Ezerszer is igen!”
A 2022-es házasság hete február 13-tól 20-ig tartott. Az ünnepi rendezvény jelmondata: „Maradjunk együtt!”
A 2024-es magyarországi rendezvény előtt nem sokkal, február 9-én eltűnt Novák Katalin fővédnök neve A házasság hete weboldaláról. Ez egy nappal Novák lemondása előtt volt.